# متیو بولتون (هنرپیشه)
متیو بولتون (انگلیسی: Matthew Boulton؛ ۲۰ ژانویه ۱۸۹۳ – ۱۰ فوریه ۱۹۶۲) بازیگر اهل بریتانیا بود.
از فیلم‌ها یا برنامه‌های تلویزیونی که وی در آن نقش داشته است، می‌توان به چالشی برای لسی، خرابکاری، باغ اسرارآمیز، زن سبزپوش و فایرفلای اشاره نمود.